# البطولات الأسترالية 1953 (كرة مضرب)
هنا قائمة بالبطولات الأسترالية لكرة المضرب, المعروفة الآن باسم أستراليا المفتوحة لسنة 1953:

## الكبار

### فردي رجال
كين روزوال هزم  مارفين روز 6-0 6-3 6-4

### فردي سيدات
ماورين كونولي هزم  جولي سامبسون هايوود 6-3, 6-2